# 佐藤俊夫 (会計学者)
佐藤 俊夫（さとう としお、1934年〈昭和9年〉3月7日 - 2019年〈令和元年〉5月18日）は、日本の会計学者、経済学者。元国士舘大学学長。会計学専攻。

## 来歴・人物
群馬県前橋市出身。1957年3月、中央大学商学部卒業。1959年3月、青山学院大学大学院修了。
1964年4月より国士舘大学政経学部専任講師となり、1966年から助教授を経て、1973年より教授。1985年8月、政経学部長に就任。1991年12月より国士舘大学の学長に就任。国士舘短期大学学長を経て学校法人国士舘顧問を務めた。
2019年5月18日、心不全のため東京都内の自宅で死去。85歳没。

## 著書
- 基本経営学（高文堂出版）
- 財務分析（同上）
- 会計学概論（三石出版）
- 財務諸表論の基礎（共著、税務経理協会）
- 現在税務会計概論（共著、同上）
- 現代会計学概論（共著、中央経済社）
- 財務諸表制度の展開（共著、同上）
- 高等簿記会計（共著、南雲堂）
- 経営分析（共著、八千代出版）

## 学位
- 不明